# Philipp Bauer (General)
Johann Philipp Bauer (* 26. Oktober 1775 in Kassel; † 30. Juni 1851 ebenda) war ein kurhessischer Generalleutnant und Oberbefehlshaber der Armee.

## Leben

### Herkunft
Philipp wurde als Sohn Landgräflich Hessischen Hofintendanten Bauer geboren. Er hatte noch einen Bruder Heinrich, der als badischer Rittmeister bei Wagram fiel.

### Militärkarriere
Am 23. März 1799 trat Bauer als Fahnenjunker in das Garde-Grenadierregiment der Hessen-kasselschen Armee ein. Er avancierte Anfang April 1801 zum Fähnrich und wurde am 8. Juni 1805 unter Beförderung zum Sekondeleutnant in das Infanterieregiment „Erbprinz“ versetzt. Nach dem verlorenen Vierten Koalitionskrieg wurde die Armee offiziell beurlaubt und das Land von der Franzosen besetzt.
Bauer kam als Adjutantmajor in das 2. hessisch-französische Regiment und wurde Anfang März 1808 Hauptmann und Adjutantmajor im westfälischen 4. Linien-Infanterie-Regiment. Das Regiment kämpfte für Napoleon in Spanien. Bauer führte das Regiment September und Oktober 1809 in Spanien und dann die aus dem 2. und 4. Regiment bestehende Brigade. Er kämpfte bei der Belagerung von Gerona auf den strategisch wichtigen Montjuy. Am 11. Februar 1811 kam er als Bataillonschef in das 1. Linien-Infanterie-Regiment. Am 20. September 1811 wurde er für den Feldzug mit dem Ritterkreuz des Ordens der Westphälischen Krone ausgezeichnet. Er nahm 1812 mit der Division Grandjean an Napoleons Russlandfeldzug teil und kämpfte mit dem X. Armeekorps unter Jacques MacDonald in Litauen. Er rettete sich auf dem Rückzug nach Danzig und nahm an der Verteidigung der Stadt teil. Am 11. Juni 1813 wurde er Ritter der Ehrenlegion.
Nach dem Zusammenbruch des Königreichs Westphalen wechselte Bauer in die neuerrichtete kurhessische Armee. Am 7. Februar 1814 wurde er Hauptmann in seinem alten Regiment (seiner Zeit „Landgraf Carl“) und stieg Mitte Februar 1814 zum Major auf. Im Jahr 1821 kam er in das Füsilier-Bataillon des 1. Linien-Infanterie-Regiments, wo er am 23. Juni 1829 zum Oberstleutnant befördert wurde. Während der Unruhen von 1830 wurde der Verband zum Schutz des Kurfürsten in das Dorf Wahlershausen am Fuß der Wilhelmshöhe verlegt. Dafür erhielt er am 28. Oktober 1830 den Militär-Verdienst-Orden und wurde am 24. November 1830 zum Oberst und Kommandeur des 1. Linien-Infanterie-Regiments ernannt. Außerdem erhielt er am 14. Oktober 1831 das Kommandeurskreuz II. Klasse des Hausordens vom Goldenen Löwen. Am 31. Oktober 1834 zum Generalmajor ernannt, wurde er am 25. Januar 1836 mit der Wahrnehmung der Geschäfte als Kommandant der Festung Kassel beauftragt. Außerdem wurde er am 7. September 1836 zum Kommandeur der 2. Infanterie-Brigade ernannt.
1845 wurden Bilder zu den Schlachten der Befreiungskriege im Schloss Versailles aufgehängt. Darunter war auch die Verteidigung der Blockhäuser von Langfuhr vor Danzig im Jahr 1813 an der Bauer beteiligt war. König Ludwig Philipp zeigte sich sehr beeindruckt und verlieh ihm dafür nachträglich das Offizierskreuz der Ehrenlegion.
Am 30. September 1847 stieg er zum Generalleutnant auf und wurde Divisionskommandeur. 1848 nahm Bauer an der Niederschlagung der Badischen Revolution und im Jahr darauf am Krieg gegen Dänemark teil. Dafür wurde er im April 1849 mit dem Großkreuz des Hausordens vom Goldenen Löwen und im Dezember 1849 mit dem Roten Adlerordens I. Klasse mit Schwertern ausgezeichnet. Bauer wurde am 12. März 1850 mit der Wahrnehmung der Geschäfte als Kommandant von Kassel beauftragt. Bei Ausbruch des Verfassungskonflikts  ernannte ihn Kurfürst Friedrich Wilhelm I. am 7. September 1850 zum Oberbefehlshaber der Armee. Er war aber den Anstrengungen nicht mehr gewachsen und legte dieses Kommando bald nieder. Am 30. Juni 1851 starb er in Kassel.

### Familie
Bauer heiratete in Kassel im November 1815 Henriette von Lengerke (1790–1875). Die Söhne Karl (1816–1896), Wilhelm (1819–1890) und Georg (1823–1903) wurden preußische Generalmajore.